# Remigio Raimondi
Remigio Raimondi (Acerra, 29 agosto 1946 – Massa, 27 aprile 2012) è stato uno psichiatra e psicopatologo italiano.

## Biografia
Si laurea in Medicina e Chirurgia presso l´Università Federico II di Napoli nel 1971, specializzandosi in "Malattie nervose e mentali" e Neurologia sotto la guida di Dargut Kemali, orientando i suoi interessi verso la fenomenologia e la psicopatologia clinica tedesca e francese. 
Seguendo l'indirizzo ideologico di Franco Basaglia, comincia a lavorare giovanissimo nel manicomio e nel carcere-fortezza di Volterra, dove avvia un lavoro pionieristico teso a restituire dignità sociale ai reclusi e ai sofferenti psichici, successivamente a Pisa e a Nocera Inferiore. Continua successivamente la sua attività quale medico dirigente presso l'ospedale psichiatrico di Volterra, rivoluzionando la scena terapeutica tradizionale con l´introduzione di metodi e criteri mutuati dal teatro sperimentale (è di allora la collaborazione di Raimondi con il “Piccolo Teatro” di Pontedera). Il felice connubio fra teatro e follia apre le porte del manicomio volterrano a personaggi importanti della scena teatrale del momento. Quale primario ospedaliero e territoriale di Massa e Carrara promuove la formazione di gruppi di aiuto per alcolisti e la realizzazione dell'Associazione di Auto-aiuto e Mutuo aiuto psichiatrico e progetta l´istituzione del "Testamento Psichiatrico", seguito dalla creazione di una nuova figura professionale: il Facilitatore Sociale, grazie alla quale cittadini con disagio mentale in virtù delle loro esperienze di sofferenza vengono formati per aiutare nei percorsi di emancipazione e di affrancamento altri sofferenti; questa missione in campo sociale ha promosso la formazione di diverse cooperative sociali dedicate ("Foglia del Te", "Pegaso Blu") e del consolidamento territoriale delle Residenze psichiatriche, già teorizzate da Basaglia. Ha collaborato con l´Università di Pisa come professore a contratto, è stato segretario regionale toscano della Società Italiana di Psichiatria e un medico rivoluzionario di trincea. Uomo di solida ispirazione cristiana (figlio spirituale di Carlo Carretto, Ernesto Balducci e Davide Maria Turoldo), Raimondi fu attivo anche sotto il profilo politico.
Come ultimo suo impegno per i sofferenti psichici, Raimondi ha promosso e sostenuto la realizzazione della Rete Regionale Toscana Utenti, ora diventata Rete Nazionale.
Raimondi, autore di diverse opere di narrativa e di pubblicazioni scientifiche sulla salute mentale, docente di psichiatria all'Istituto Studi e Ricerche di Pastoral Counseling di Camaiore, visiting professor e animatore di molte iniziative di auto-aiuto e promozione comunitaria. Si spegne a Massa nell´aprile 2012.

## Opere
- Corrispondenza Negata. Epistolario dalla nave dei folli, 1889-1974, Pisa, Edizioni Pacini, 1983.
- Crisi e costruzione delle conoscenze, 2 vol., Massa-Carrara, 1989.
- La scatola dei ricordi, Carrara, 1995.
- Odore di sesamo, Carrara, 2000.
- L´esorcismo perfetto, Viareggio, 2007.